# 河津修一
河津 修一（かわづ しゅういち、1985年3月1日 - ）は日本で活動するバトントワラーおよびミュージカル俳優である。大阪府藤井寺市出身。

## 来歴
姉が水野啓子バトンスクールに所属していた影響で小学2年の時に水野啓子バトンスクールに入所してバトントワリングを始める。その後大阪府立藤井寺高等学校卒業を経てびわこ成蹊スポーツ大学を卒業し、水野啓子バトンスクールのスタッフとなりバトントワラーとして活動している。2016年には演目契約で劇団四季のウエストサイド物語に出演し、四季での初舞台出演を果たし、ミュージカル俳優としても活動している。

## 人物
趣味は野球観戦で、読売ジャイアンツのファンであり地元関西の阪神甲子園球場での巨人戦を度々観戦している。

## 主な出演作品
- ウエストサイド物語（2016年インディオ）
- キャッツ（2017年カーバケッティ）
- song&dance65（2017年）

※括弧内の年は初出演年